# Акация катеху
Акация катеху (лат. Acacia catechu) — растение семейства Бобовые (Fabaceae), вид рода Акация, дико произрастающее в тропической Азии и культивируемое в Индии и Пакистане.

## Биологическое описание
Это — невысокое сильноветвистое дерево с твёрдой тёмно-бурой древесиной.
Листья дваждыперистосложные с многочисленными мелкими листочками при основании с парными шипами.
Цветки жёлтые, собраны в колосовидные соцветия.
Плод — сплюснутый односемянной боб. Внутри боба содержится сплюснутое округлое тёмно-бурое семя.

## Сырьё
Сырьём является экстракт древесины, называемый катеху, получаемый путём её измельчения, вываривания с водой, последующего выпаривания и высушивания. Катеху поступает в продажу в виде различной величины кусков медно-бурого, почти чёрного цвета, сильно вяжущего и горьковатого вкуса. Он должен полностью растворяться в воде и этиловом спирте, а в реакции с железоаммониевыми квасцами давать чёрно-зелёный осадок.

## Химический состав
Древесина растения богата специфическими дубильными веществами, образованными путём конденсации так называемых катехиновых единиц (катехина, эпикатехина и их димеров).
В коре и листьях акации катеху содержится DMT и другие триптаминовые алкалоиды.

## Использование
Раствор катеху применяется как вяжущее средство внутрь, для примочек снаружи и для полоскания при рыхлости и кровоточивости дёсен.
В местах произрастания катеху используется для изготовления бетелевой жвачки, а также как красящее и дубильное средство.
Краситель «Чёрный катеху», производимый из древесины акации катеху, используется для создания чёрной водки.

## Таксономия
Вид Акация катеху входит в род Акация (Acacia) трибы Acacieae подсемейства Мимозовые (Mimosoideae) семейства Бобовые (Fabaceae) порядка Бобовоцветные (Fabales).
|  |                                      |  |                                                             |                                                             |                   |  | ещё 3 семейства (согласно Системе APG II) | ещё 3 семейства (согласно Системе APG II)    |                                              |  |  |  | ещё около 80 родов   | ещё около 80 родов |  |  |
|  |                                      |  |                                                             |                                                             |                   |  | ещё 3 семейства (согласно Системе APG II) | ещё 3 семейства (согласно Системе APG II)    |                                              |  |  |  | ещё около 80 родов   | ещё около 80 родов |  |  |
|  |                                      |  |                                                             | порядок Бобовоцветные                                       |                   |  |                                           |                                              | подсемейство Мимозовые                       |  |  |  |                      | вид Акация катеху  |  |  |
|  |                                      |  |                                                             | порядок Бобовоцветные                                       |                   |  |                                           |                                              | подсемейство Мимозовые                       |  |  |  |                      | вид Акация катеху  |  |  |
|  | отдел Цветковые, или Покрытосеменные |  |                                                             |                                                             | семейство Бобовые |  |                                           |                                              | род Акация                                   |  |  |  |                      |                    |  |  |
|  | отдел Цветковые, или Покрытосеменные |  |                                                             |                                                             |                   |  |                                           |                                              |                                              |  |  |  |                      |                    |  |  |
|  |                                      |  | ещё 44 порядка цветковых растений (согласно Системе APG II) | ещё 44 порядка цветковых растений (согласно Системе APG II) |                   |  |                                           | ещё 2 подсемейства (согласно Системе APG II) | ещё 2 подсемейства (согласно Системе APG II) |  |  |  | ещё около 1300 видов |                    |  |  |
|  |                                      |  |                                                             | ещё 44 порядка цветковых растений (согласно Системе APG II) |                   |  |                                           |                                              | ещё 2 подсемейства (согласно Системе APG II) |  |  |  |                      |                    |  |  |